# PH-lampa

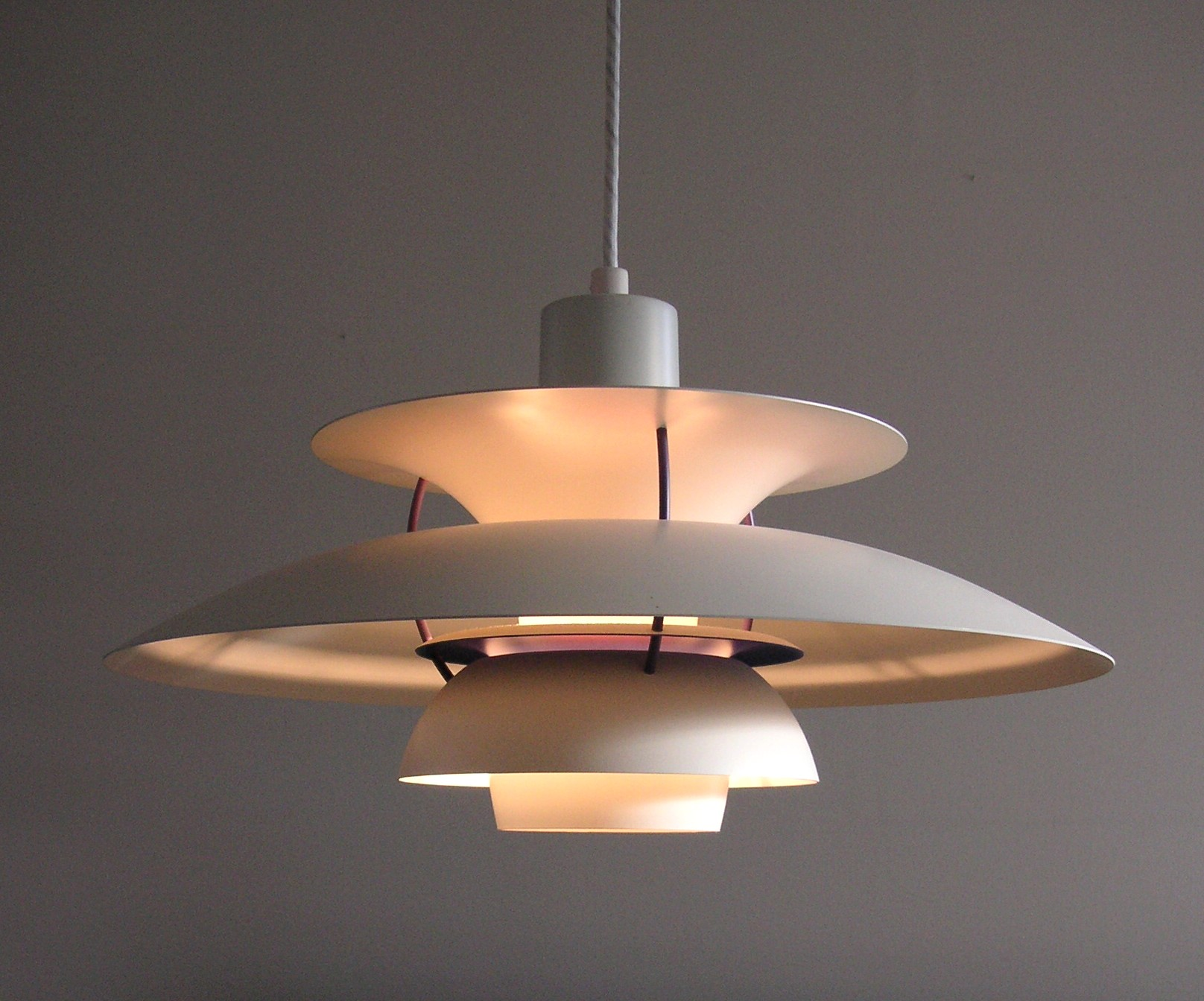
Pendellampa PH-5 från 1958

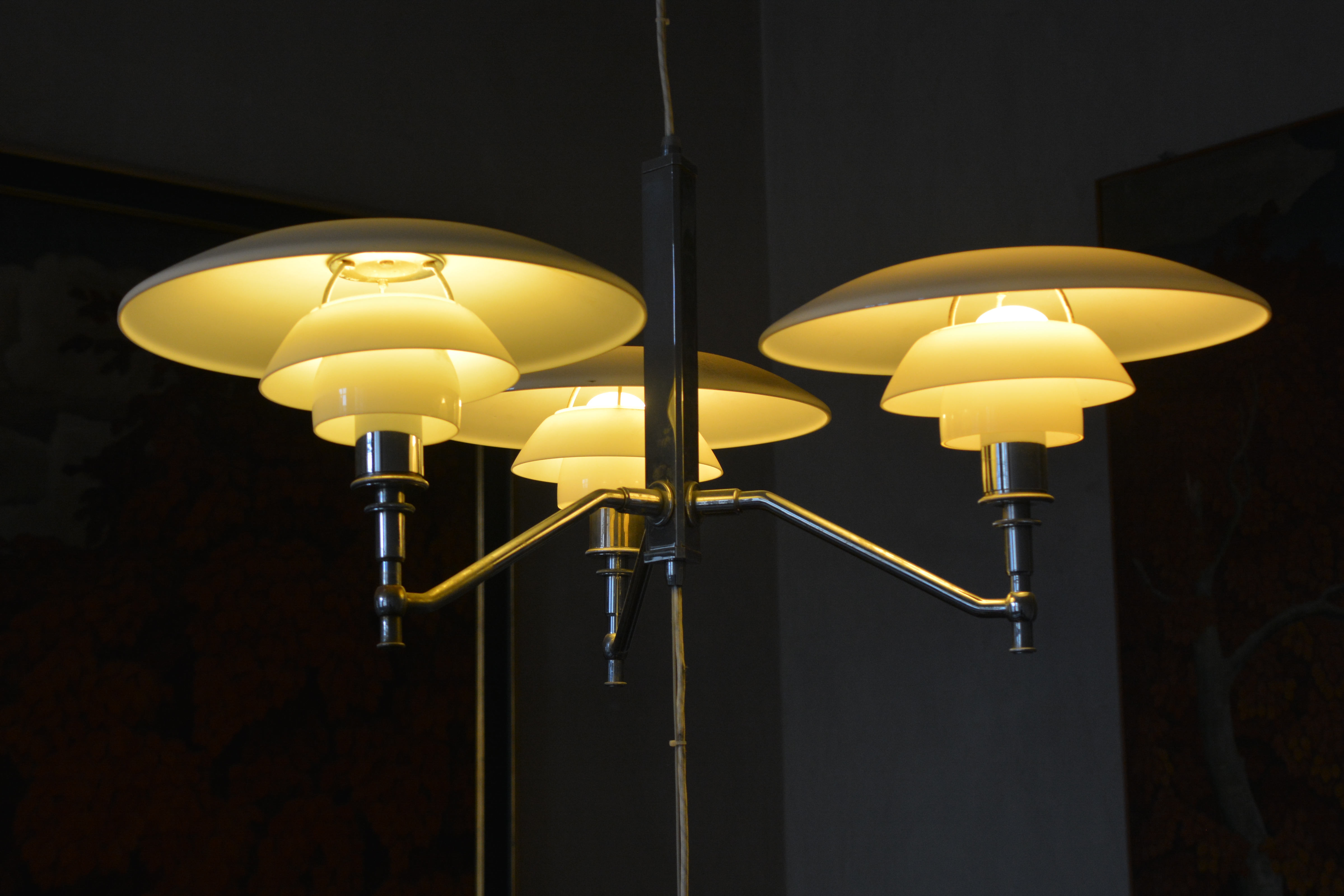
Taklampa i Designmuseum Danmark

PH-lampa är en dansk elektrisk belysningsarmatur som formgavs 1924 av arkitekt Poul Henningsen.

## Historik
Typiskt för Poul Henningsens lampor är dess flerskärmsystem som på ett genomtänkt sätt reflekterar ljuskällan utan att blända. Poul Henningsens skärmsystem för PH-lamporna utsågs till en av de tolv designprodukter som ingår i Danmarks kulturkanon. Lamporna har som regel mellan tre och åtta skärmar, antingen gjorda av metall, opalöverfång (tvåskiktigt glas) eller färgad plast. Skärmsystemet är utformat efter noggranna beräkningar av hur ljuset reflekteras.
Prototypen till den första PH-lampan konstruerades år 1924 av Poul Henningsen efter närmare tio års experiment. Lampan presenterade på 1925 års Exposition Internationale des Arts Decoratifs & Industriels Modernes i Paris och började säljas av Louis Poulsen år 1926. Därefter har företaget lanserat ett stort antal modeller och utföranden. Bordslampor, sänglampor, golvlampor, vägglampor, lampkronor, läslampor, spegellampetter, tandläkarlampor och operationslampor i olika kombinationer av färger och material. Flera av modellerna är fortfarande i produktion.
Den populäraste modellen är pendelarmaturen PH-5 som lanserades år 1958. Den har fyra yttre skärmar, varav den översta reflekterar ljus uppåt och de övriga ljus nedåt, samt två färgade skärmar inuti. Proportionerna mellan skärmarnas diameter är 4:2:1. Modellen PH-5 är avsedd att hänga lågt över ett bord. Genom dess röda insida blir ljuset varmare. En blå skärm underlättar att återge färger korrekt.
Poul Henningsens belysningsarmaturer har normalt en sifferkombination med en första siffra som anger överskärmens diameter i decimeter. Takarmaturer med dubblerade siffror, till exempel PH-4/4, är avsedda att hänga högt. Pendelarmaturer finns med överskärmar i diametrar från 60 till 16 centimeter.

## Fotogalleri

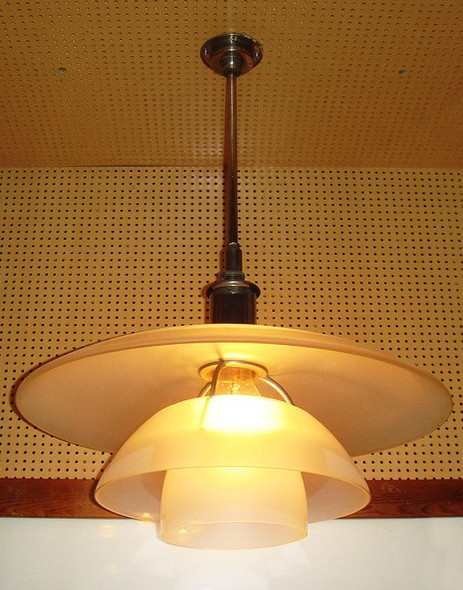
PH-taklampa i glas
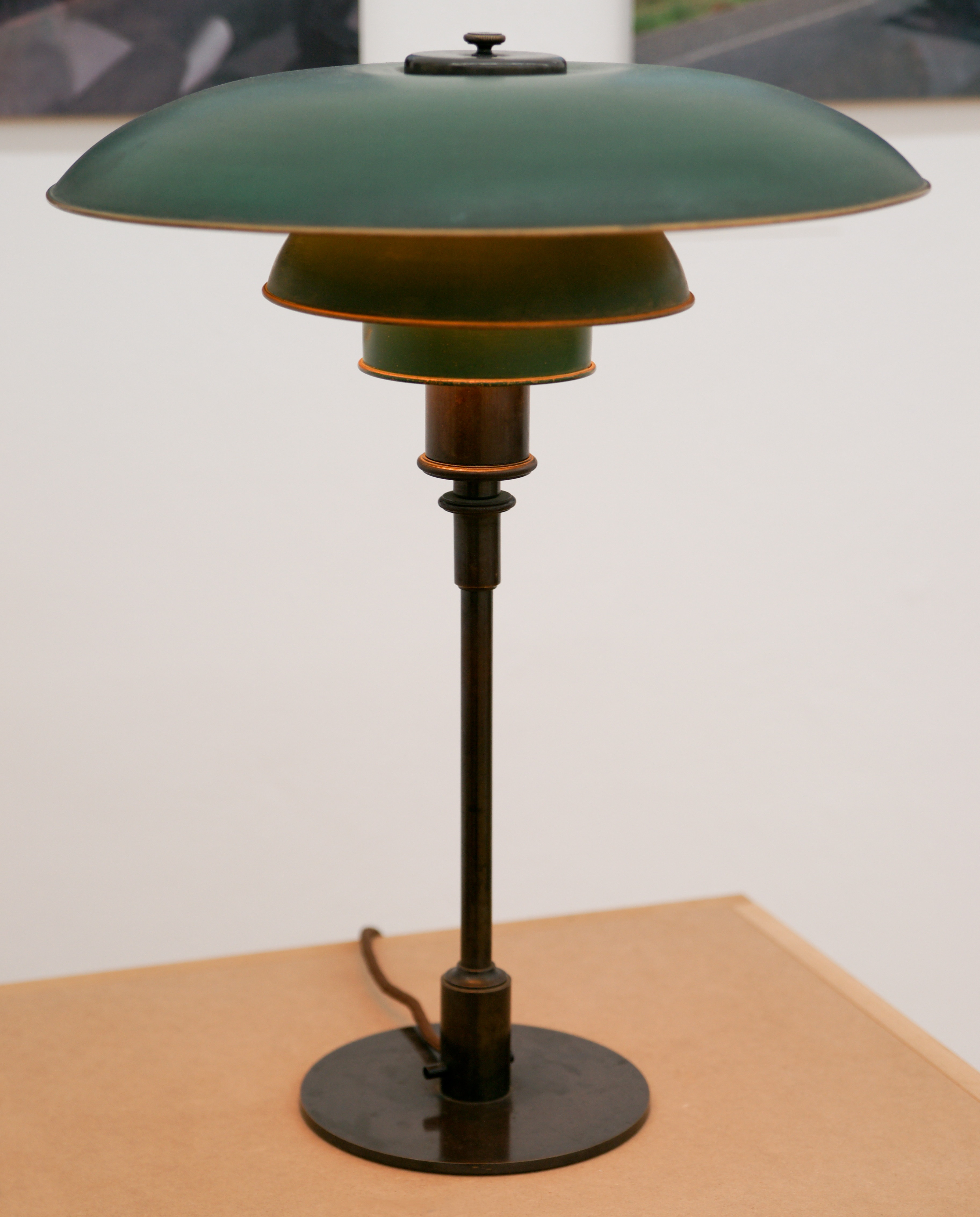
PH-bordslampa från 1941
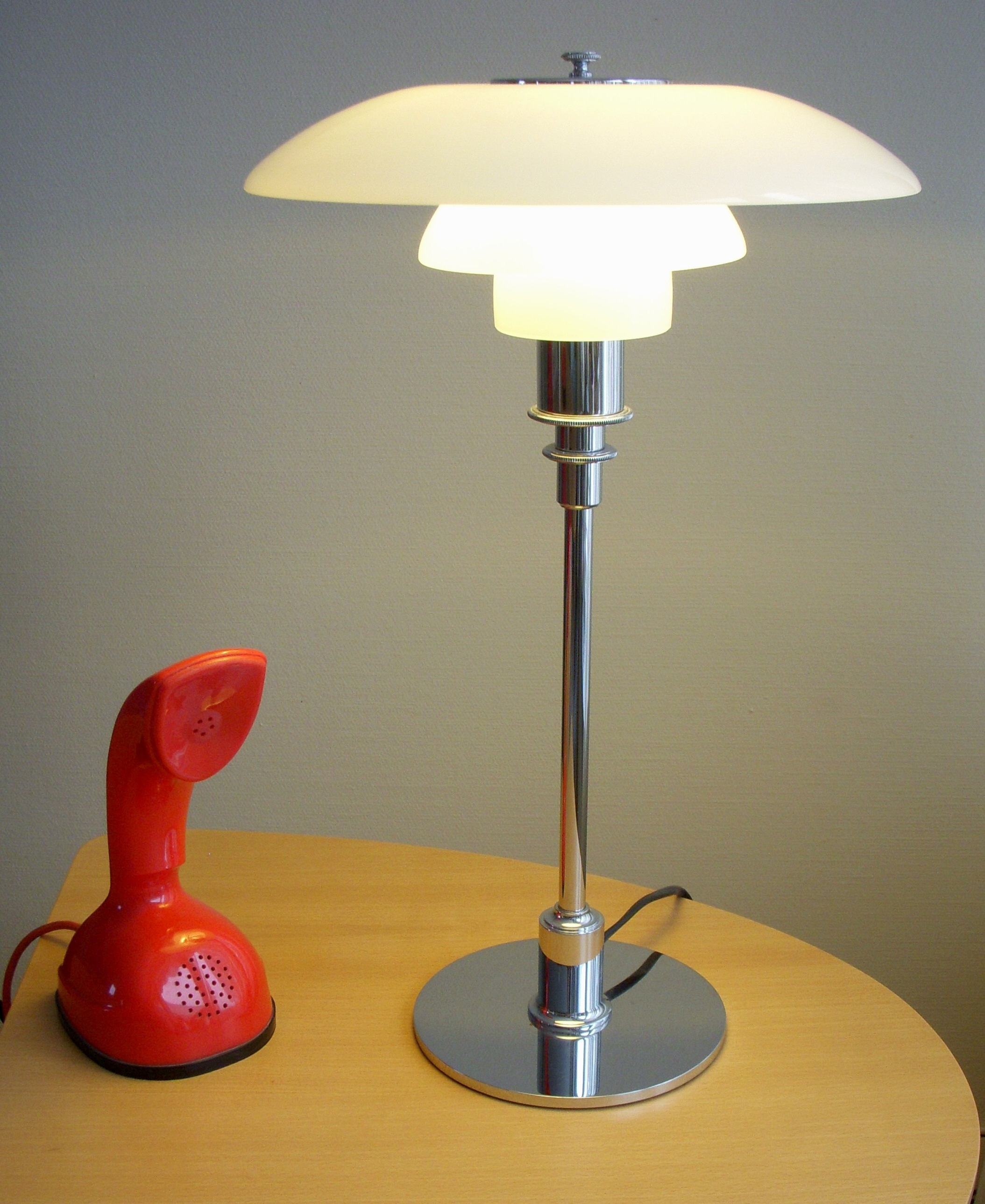
Bordslampa med glasskärm och Ericssons röda telefon Ericofon
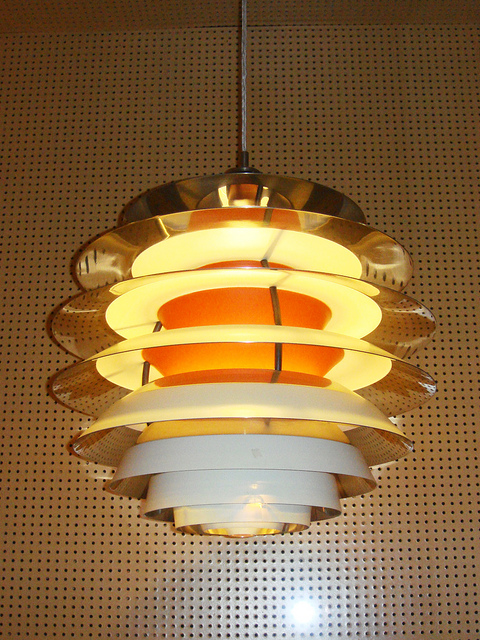
PH-taklampa